# Burmargiolestes
Burmargiolestes is een geslacht van libellen (Odonata) uit de familie van de Megapodagrionidae (Vlakvleugeljuffers).

## Soorten
Burmargiolestes omvat 3 soorten:
- Burmargiolestes laidlawi Lieftinck, 1960
- Burmargiolestes melanothorax (Selys, 1891)
- Burmargiolestes xinglongensis Wilson & Reels, 2001